# 한민관
한민관(1981년 7월 2일 ~ )은 대한민국의 개그맨 겸 카레이서이다.

## 생애
2006년 KBS 21기 공채 개그맨으로 입사하여 개그사냥을 통해 데뷔했으며, 개그콘서트, 웃찾사, 코미디빅리그 등에 출연하였다.
2008년 SNBC팀 소속 아마추어 카레이서로 데뷔하여 2016년 현재 서한-퍼플모터스포트 소속 프로 카레이서로도 활동 중이다.

## 학력
- 정광고등학교
- 서울종합예술직업학교

## 활동 내역
| 영화 2011년 《서유기 리턴즈》 - 사오정 방송 - 2016년 《개밥 주는 남자》(채널A) - 2016년 《마이 리틀 텔레비전》 (MBC) - 2013년 《스포츠특선 카!센터》(MBC) - 2013년 《웃찾사 시즌 2》(SBS) - 2012년 《캠핑왕》(ONT) - 2012년 《다이아몬드 걸》(QTV) - 2012년 《최현우 노홍철의 매직홀》(TV조선) - 2012년 《코미디 빅리그 시즌 2》(tvN) - 2012년 《도전 1000곡》 (SBS) - 2012년 《칼라바》(MBC Every1) - 2012년 《코이카의 꿈》 (MBC) - 2011년 《이제 만나러 갑니다》(채널A) - 2011년 《시사코미디 10PM》(TV조선) - 2011년 《금난새와 함께하는 키즈 클래식 오디션》(KBS Prime) - 2011년 《DJ DOC의 독한민박 시즌2》 (E채널) - 2011년 《게임정보상황실 GP》 (온게임넷) - 2011년 《Job star 일단맡겨! 시즌 2》(CMC 가족오락TV) - 2010년 《Job star 일단맡겨! 시즌 1》(CMC 가족오락TV) - 2010년 《키친로드》 (Trend E) - 2010년 《청춘 버라이어티 꽃다발》 (MBC) - 2010년 《이수근의 게릴라 키친》 (Trend E) - 2010년 《출발드림팀 시즌 2》 (KBS2) - 2010년 ~ 2013년 《위기탈출 넘버원》 (KBS2) - 2009년 《개그콘서트》 (KBS2), 〈봉숭아학당〉회사 사장 역 〈사랑이 팍팍〉 〈대포동 예술극단〉 〈로열 패밀리〉 〈꽃보다 남자〉 〈엑스트라〉 〈매직퍼포먼스〉 〈솔로천국 커플지옥〉교주 역 〈미니시리즈 형제〉 〈내 이름은 안상순〉 〈생활 교향곡〉 - 《천하무적 토요일》(천하무적 야구단) - 2006년 《개그 사냥》, 《폭소클럽》 게스트 출연 - 방송 프로그램 - 2020년 《행복한 아침》(채널A) - 2019년 《좋은 아침》 (SBS) - 2018년 《평창동계올림픽 G-30 특별생방송 하나된 열정,이제는 평창》(KBS1) - 2015년 《TV쇼 진품명품》 (KBS1) - 2013년 《웰컴 투 돈월드》(채널A) - 2012년 《무작정 패밀리》 (MBC) - 2012년 《기막힌외출 네버다이》 (코미디TV) - 2012년 《김승우의 승승장구》 (KBS2) - 2012년 《복불복쇼 시즌 2》(MBC Every1) - 2011년 《탑 기어 코리아》 (XTM) - 2011년 《켠김에 왕까지》 (온게임넷) - 99회 - 2011년 《IeSF 벨로스터HD 국가대표 선발전》(온게임넷) - 2011년 《막이래쇼》 (투니버스) - 8화 - 2011년 《시크릿》 - 2011년 《명 받았습니다》 (KBS2) - 2011년 《무한걸스 시즌 3》 (MBC Every1) - 2010년 《신동엽의 300》 (SBS) - 2010년 《상상대결》 (KBS2) - 2009년 《청춘불패》 (KBS2) - 2009년 《강심장》 (SBS) - 2009년 《1박2일》(해피선데이 - 222회), 《해피투게더 시즌3》90회 - 2008년 《식신원정대》42,48,52회 - 2008년 《해피투게더 시즌3》63회 - 1995년 《모래시계》 (7회 아역배우로 출연) 뮤직비디오 - 2013년 임창정 - 〈문을 여시오〉 - 2012년 WE - 〈Party〉 - 2009년 라니 - 〈뿔났어〉 | 특별출연 - 2012년 드라마 《지운수대통》(TV조선) - 한대리 역 - 2012년 드라마 《도롱뇽도사와 그림자 조작단》(SBS) - 점집손님 역 - 2010년 드라마 《내 여자친구는 구미호》(SBS) - 2010년 드라마 《추노》(KBS2) - 평민 역 - 2009년 드라마 《그저 바라보다가》(KBS2) - 웨이터 구동백 역 유행어 개그콘서트 봉숭아학당 - 나일출 매니저: "그렇게 성공하고 싶냐? 스타가 되고 싶어? 스타가 되고 싶으면 연락해" 뮤지컬 - 2009년 《개그뮤지컬 우리는 개그맨이다》 |

## 홍보대사 활동
- 2012년 수원소방서 심폐소생술
- 2009년 인천세계도시축전
- 2008년 서울인형전시회